# Henry Wilson
Henry Wilson (tên khai sinh là Jeremiah Jones Colbath; 16 tháng 2 năm 1812 – 22 tháng 11 năm 1875) là Phó Tổng thống thứ 18 của Hoa Kỳ (1873-75) và là Thượng Nghị sĩ từ Massachusetts (1855-73). Trước và trong cuộc Nội Chiến, ông là một lãnh đạo đảng Cộng hòa, và một đối thủ mạnh của chế độ nô lệ.

## Tiểu sử
Henry Wilson sinh ra ở Farmington, New Hampshire, vào ngày 16 tháng 2 năm 1812, một trong số nhiều người con của gia đình ông bà Winthrop và Abigail (Witham) Colbath.  Cha cậu đặt tên cậu là Jeremiah Jones Colbath  theo tên một người hàng xóm độc thân giàu có, với hy vọng rằng cách đặt tên này có thể dẫn đến một thừa kế.  Winthrop Colbath là một cựu chiến binh dân quân của cuộc chiến tranh năm 1812, người đã làm việc như một người lao động trong ngày và thuê chính mình đến các trang trại và doanh nghiệp địa phương, ngoài việc thỉnh thoảng điều hành một xưởng cưa. 
Gia đình Colbath lâm vào cảnh nghèo khổ và sau một thời gian học tiểu học ngắn, ở tuổi 10, Wilson đã được thụt vào một nông dân láng giềng, nơi ông làm việc như một người lao động trong 10 năm tới. Trong thời gian này, hai người hàng xóm đã tặng cho ông những cuốn sách và Wilson tăng cường giáo dục ít ỏi của mình bằng cách đọc rộng rãi về lịch sử và tiểu sử Anh và Mỹ. Vào cuối thời gian làm thuê, cậu được cho "sáu con cừu và một ách của bò cày kéo." Wilson ngay lập tức bán gia súc của mình với giá 85 đô la Mỹ (khoảng 2.100 đô la vào năm 2018), đó là số tiền đầu tiên anh kiếm được trong suốt thời gian chờ đợi.